# Bernalillo County
Bernalillo County är ett administrativt område i delstaten New Mexico, USA, med 662 564 invånare. Den administrativa huvudorten (county seat) är Albuquerque, den största i New Mexico. Rio Grande löper tvärs igenom staden från norr mot söder, och staden gränsar i öster till bergskedjan Sandia Mountains på en höjd av 3 255 m.
Petroglyph nationalmonument ligger i countyt. 

## Geografi
Enligt United States Census Bureau har countyt en total area på 3 028 km². 3 020 km² av den arean är land och 8 km² är vatten. 

### Angränsande countyn
- Sandoval County, New Mexico - nord
- Santa Fe County, New Mexico - öst
- Torrance County, New Mexico - öst
- Valencia County, New Mexico - syd
- Cibola County, New Mexico - väst